# PrismaLife
PrismaLife AG ist eine liechtensteinische Lebensversicherung mit Sitz in Ruggell.

## Geschichte und Hintergrund
Die Gesellschaft wurde am 29. November 2000 mit dem Ziel fondsgebundene Lebensversicherungen in der Schweiz, Österreich, Deutschland und Italien zu verkaufen, gegründet.
Das Produktportfolio umfasst fondsgebundene Lebensversicherungen, Versicherungen gegen schwere Krankheiten sowie Multi-Risk-Produkte.
Rund 95 % der Bestandsprämien stammen aus dem deutschen Markt, etwa 5 % aus Österreich.
Seit 2020 ist die PrismaLife auch in Malta vertreten. 2021 übernahm sie einen Bestand von Sterbegeldversicherungen in Belgien.
2003 stand die Gesellschaft aufgrund von Ermittlungen der Bundesanstalt für Finanzdienstleistungsaufsicht in der Presse, da am 18. Dezember 2001 zwar die Genehmigung zum Geschäftsbetrieb der FMA Finanzmarktaufsicht Liechtenstein erteilt wurde, die Anzeige für den Vertrieb in Deutschland (und damit weiteren Staaten der Europäischen Union) an die BaFin jedoch nicht weitergeleitet wurde und damit Vermittler von Policen der Prisma Life von Bußgeldern bedroht waren.
Am 2. Mai 2022 wurde der Sachverhalt durch die Genehmigung des Amtes für Volkswirtschaft des Fürstentums Liechtenstein geklärt.
Im Zuge einer Kapitalerhöhung übernahm die Hypo Alpe Adria 2004 mit 85 % die Mehrheit am Unternehmen, die vormals börsennotierte Cash.life-Mutter adv.orga verkaufte ihren Anteil von 33,5 %. Seit dem 27. November 2006 war die PrismaLIfe Teil des Onesty-Konzerns. 2020 übernahmen die Barmenia Versicherungen einen Anteil von 25 %, Anfang 2023 erhöhte die Barmenia ihre Beteiligung auf 75 %.
2005 verzeichnete das Unternehmen ein signifikantes Prämienwachstum um 43 % auf 189 Mio. Schweizer Franken (heute ca. 196,5 Mio. CHF) Prämieneinnahmen.
2008 machte die Prisma Life im Zuge einer Reform des deutschen Versicherungsvertragsgesetzes von sich Reden, als die Tilgung von Abschlusskosten gesetzlich neu geregelt wurde und das Liechtensteiner Unternehmen hierbei separate vertragliche Kostenausgleichsvereinbarungen auf den Markt brachte. Später wurde das Vorgehen aufgrund diverser Kritik modifiziert.
Im Bereich der Nettopolicen setzt das Unternehmen auf eine klare Trennung von Produkt und Vergütung. Bis 2008 erfolgte dies in der Regel über Kostenausgleichvereinbarungen, die neben der Prämienzahlung auch die Vergütung für die Beratungsleistung an den Vermittler regelte. Nach der Novelle des Versicherungsvertragsgesetzes 2008 änderte die PrismaLife die Verträge. Honorarvereinbarungen der Vermittler erfolgen nun- wie auch vom BGH bestätigt – vollständig unabhängig vom Versicherungsvertrag. Seit dieser Zeit gilt eine separate Vergütungsvereinbarung als rechtssicher, wenn die Kunden transparent zu diesem Thema beraten und die Kosten entsprechend ausgewiesen werden.
Im Jahr 2015 erfolgte unter einer neuen Geschäftsleitung eine strategische Neuausrichtung der Gesellschaft. Nach einem Verlust im Jahr 2014, der durch eine Kapitalerhöhung des Gesellschafters ausgeglichen wurde, erzielt die PrismaLife seit dem Jahr 2016 wieder regelmäßig positive Jahresergebnisse.
Ein wesentlicher Baustein der Geschäftspolitik ist die Transparenz. So lässt dich die PrismaLife AG als einziges Versicherungsunternehmen Liechtensteins extern raten durch die Ratingagentur Assekurata, die zuletzt die positive Entwicklung der PrismaLife durch ein BBB+ mit positivem Ausblick bestätigt hat.
Seit 2016 verfolgt die PrismaLife eine umfassende Nachhaltigkeitsstrategie, die sich in einer kompletten Neuausrichtung der Kapitalanlagen im Deckungsstock niederschlug. Auch für die Kundenanlagen setzt die PrismaLife auf ein umfassendes Angebot von Fonds, die Nachhaltigkeitskriterien berücksichtigen. Seit 2019 veröffentlicht die PrismaLife darüber hinaus jährlich ausführliche Nachhaltigkeitsberichte. 2020 und 2021 wurden diese Berichte durch Zielke Research in einem Nachhaltigkeitsranking national und international mit Goldmedaillen ausgezeichnet.